# Grand Prix moto de Suisse 1951
Le Grand Prix moto de Suisse 1951 est la quatrième manche du Championnat du monde de vitesse moto 1951. La compétition s'est déroulée le 26 au 27 mai 1951 sur le Circuit de Bremgarten. C'est la 21e édition du Grand Prix moto de Suisse et la 3e édition comptant pour le championnat du monde.

## Résultats des 500 cm³
| Pos | Pilote            | Moto       | Tours | Temps/Écart       | Points |
| --- | ----------------- | ---------- | ----- | ----------------- | ------ |
| 1   | Fergus Anderson   | Moto Guzzi | 28    | 1 h 34 min 44 s 2 | 8      |
| 2   | Reg Armstrong     | AJS        | 28    | +1 min 47 s 9     | 6      |
| 3   | Enrico Lorenzetti | Moto Guzzi | 28    | +2 min 07 s 5     | 4      |
| 4   | Carlo Bandirola   | MV Agusta  |       |                   | 3      |
| 5   | Benoît Musy       | Moto Guzzi |       |                   | 2      |
| 6   | Willy Lips        | Norton     |       |                   | 1      |
| 7   | Hans Baltisberger | Norton     |       |                   |        |
| 8   | Max Forster       | Gilera     |       |                   |        |
| 9   | Väinö Hollming    | Moto Guzzi |       |                   |        |
| 10  | Sid Mason         | Norton     |       |                   |        |
| 11  | Tommy Wood        | Norton     |       |                   |        |
| 12  | Alexander Mayer   | Norton     |       |                   |        |

## Résultats des 350 cm³
| Pos | Pilote             | Moto      | Tours | Temps             | Points |
| --- | ------------------ | --------- | ----- | ----------------- | ------ |
| 1   | Leslie Graham      | Velocette | 22    | 1 h 10 min 48 s 5 | 8      |
| 2   | Cecil Sandford     | Velocette | 22    | +1 min 18 s 6     | 6      |
| 3   | Reg Armstrong      | AJS       | 22    | +1 min 48 s 6     | 4      |
| 4   | Paul Fuhrer        | Velocette |       |                   | 3      |
| 5   | Sid Mason          | Velocette |       |                   | 2      |
| 6   | Leonhardt Faßl     | AJS       |       |                   | 1      |
| 7   | Hans Baltisberger  | AJS       |       |                   |        |
| 8   | Werner Mazanec     | AJS       |       |                   |        |
| 9   | Herbert Laederach  | AJS       |       |                   |        |
| 10  | Edmund Laederach   | Norton    |       |                   |        |
| 11  | Väinö Hollming     | Velocette |       |                   |        |
| 12  | Helmut Volzwinkler | Norton    |       |                   |        |
| 13  | Heinrich Stamm     | Velocette |       |                   |        |
| 14  | Denis Jenkinson    | Norton    |       |                   |        |

## Résultats des 250 cm³
| Pos | Pilote                 | Moto        | Tours | Temps             | Points |
| --- | ---------------------- | ----------- | ----- | ----------------- | ------ |
| 1   | Dario Ambrosini        | Benelli     | 18    | 1 h 05 min 32 s 1 | 8      |
| 2   | Bruno Ruffo            | Moto Guzzi  | 18    | +1 min 10 s 8     | 6      |
| 3   | Gianni Leoni           | Moto Guzzi  | 18    | +3 min 00 s 3     | 4      |
| 4   | Benoît Musy            | Moto Guzzi  |       |                   | 3      |
| 5   | Cecil Sandford         | Velocette   |       |                   | 2      |
| 6   | Nino Grieco            | Parilla     |       |                   | 1      |
| 7   | H. Steffan             | Parilla     |       |                   |        |
| 8   | Alano Montanari        | Moto Guzzi  |       |                   |        |
| 9   | Hans Haldemann         | Parilla     |       |                   |        |
| 10  | Carlo Bellotti         | Moto Guzzi  |       |                   |        |
| 11  | R. Thiery              | Monet-Goyon |       |                   |        |
| 12  | Heinrich Thorn-Prikker | Moto Guzzi  |       |                   |        |

## Résultats des Sidecars
| Pos | Pilote          | Passager          | Moto       | Tours | Temps             | Points |
| --- | --------------- | ----------------- | ---------- | ----- | ----------------- | ------ |
| 1   | Ercole Frigerio | Ezio Ricotti      | Gilera     | 16    | 1 h 01 min 27 s 6 | 8      |
| 2   | Albino Milani   | Giuseppe Pizzocri | Gilera     | 16    | +2 min 03 s 6     | 6      |
| 3   | Ernesto Merlo   | Dino Magri        | Gilera     | 16    | +2 min 56 s 4     | 4      |
| 4   | Marcel Masuy    | Denis Jenkinson   | Norton     |       |                   | 3      |
| 5   | Eric Oliver     | Lorenzo Dobelli   | Norton     |       |                   | 2      |
| 6   | Giovanni Carru  | Carlo Musso       | Carru      |       |                   | 1      |
| 7   | Jakob Keller    | Gianfranco Zanzi  | Eigenbau   |       |                   |        |
| 8   | Luigi Marcelli  | ?                 | Gilera     |       |                   |        |
| 9   | Henri Meuwly    | ?                 | Gilera     |       |                   |        |
| 10  | Heinrich Stamm  | ?                 | Norton     |       |                   |        |
| 11  | Renato Prati    | Marino Saguato    | Moto Guzzi |       |                   |        |
| 12  | F. Vaasen       | ?                 | Norton     |       |                   |        |
| 13  | C. Vittone      | ?                 | Carru      |       |                   |        |